# Cocosates
Els cocosates (en llatí cocosates) eren una de les tribus aquitanes sotmeses per Crassus legat de Juli Cèsar, l'any 56 aC. Segons Plini el Vell, una guarnició es va establir a la ciutat de Cocosa, la seva capital.
Vivien a la part sud del departament de les Landes, al sud del Bugis (Tête de Buch) i al costat dels cusiots. Cocosa (també Coequosa) estava entre Aquae Tarbellicae (Dax) i Burdigala (Bordeus), segons diu l'Itinerari d'Antoní.